# Fauna di Ediacara

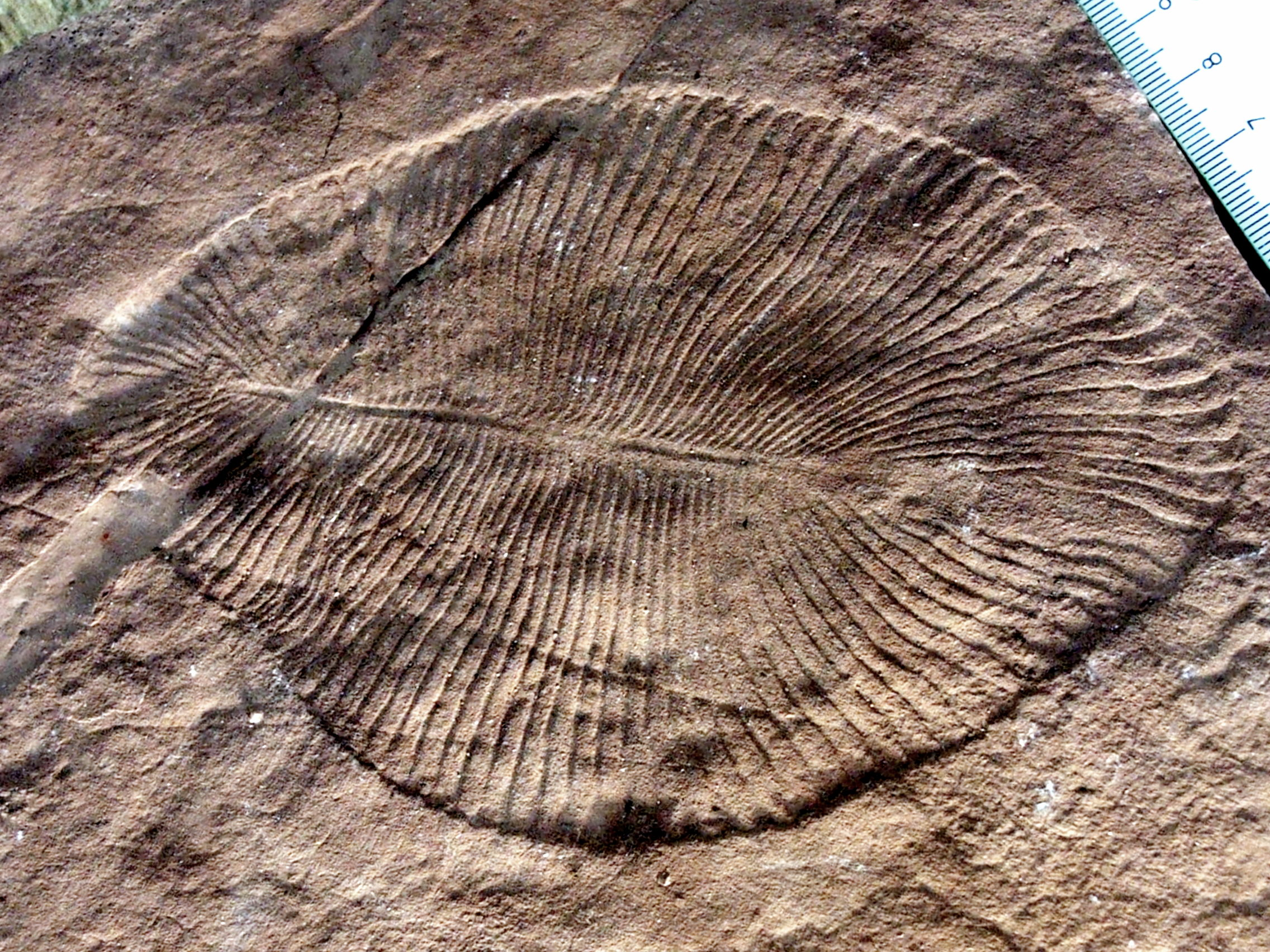
Fossile di Dickinsonia costata

Con il nome di fauna di Ediacara si intende un complesso di forme di vita pluricellulare risalenti al Proterozoico superiore (tra 620 e 550 milioni di anni fa), i cui resti sono stati rinvenuti in varie parti del mondo. Il nome deriva dall'Ediacara Member dell'Australia sudoccidentale, la zona in cui sono stati rinvenuti i migliori fossili di questo tipo.

## Storia delle scoperte
Gli organismi ediacariani sono noti fin dalla fine dell'800 grazie a fossili provenienti dall'Inghilterra. A quel tempo però la loro importanza non venne compresa. Negli anni immediatamente precedenti la prima guerra mondiale, alcuni ricercatori tedeschi scoprirono e riconobbero fossili del Precambriano in Namibia (Africa sudoccidentale), ma fu solo con il ritrovamento di alcuni fossili medusoidi nelle colline desertiche di Ediacara, in Australia, che il mondo scientifico iniziò a comprendere il valore di questi incredibili fossili.

## Diffusione
La documentazione fossile di questa fauna è per la maggior parte costituita da macrofossili di organismi pluricellulari, conservatisi come impronta e controimpronta nei sedimenti. Nonostante sia stata ritenuta per lungo tempo esclusiva dell'Australia, questa fauna è stata successivamente rinvenuta in tutti i continenti, ad eccezione dell'Antartide. La fauna di Ediacara dà il nome a un preciso intervallo stratigrafico, l'Ediacariano, iniziato subito dopo la glaciazione varangeriana e terminato con l'inizio del Cambriano (Tommotiano). Con l'inizio di quest'ultimo periodo, la fauna di Ediacara sostanzialmente  scompare.

## Composizione della fauna

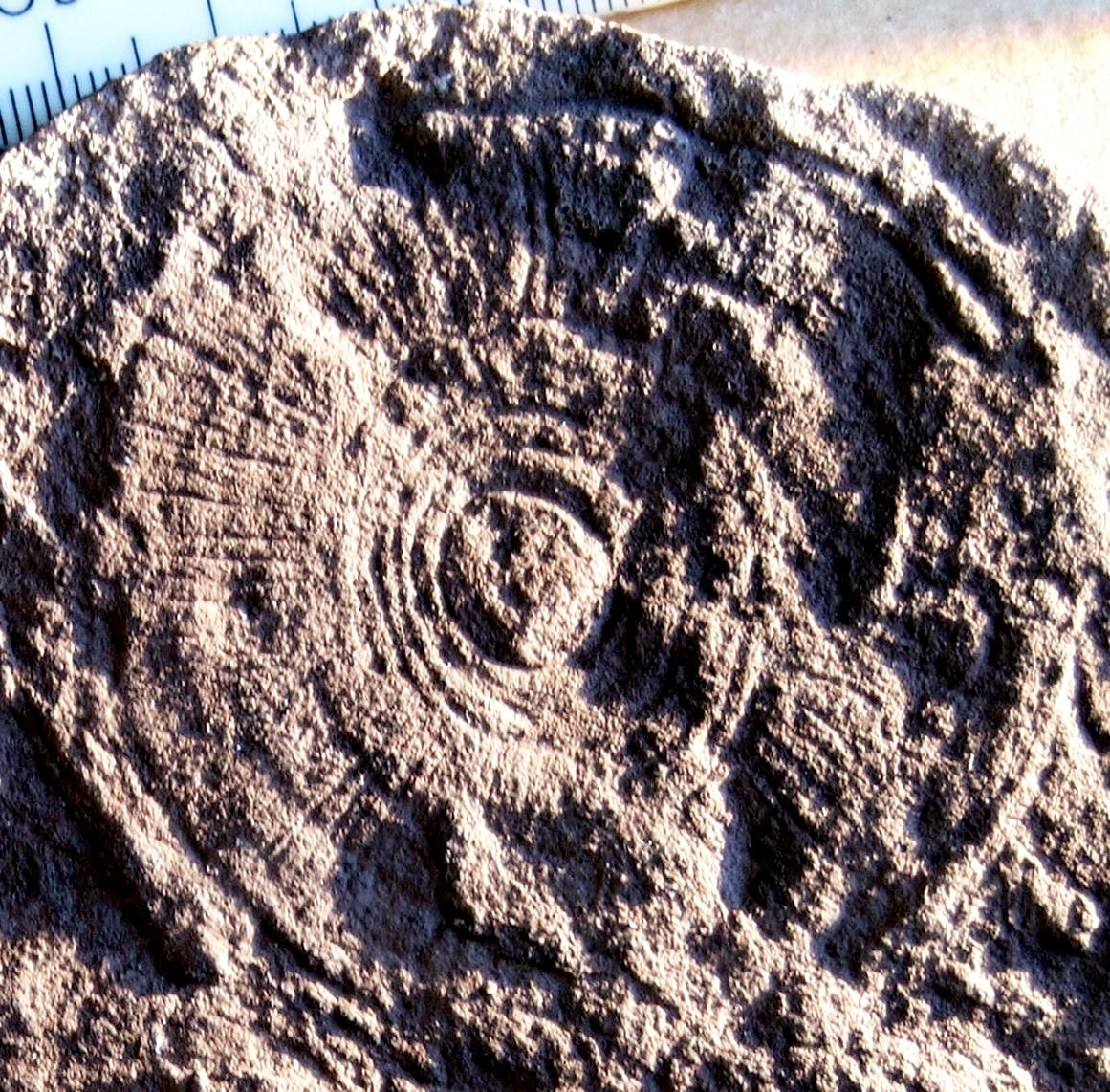
Fossile di Cyclomedusa

I fossili ediacariani ricadono sotto alcuni principali piani morfologici. Molto diffusi sono i resti di organismi simili a meduse, dalla simmetria radiale e concentrica, del raggio di pochi centimetri. Tra questi, da ricordare Cyclomedusa, Inaria, Arkarua, Eoporpita, Hiemalora, Mawsonites e Ovatoscutum. Altri resti “medusoidi” erano invece caratterizzati da canali, tentacoli o strane cavità gastrali (Rugoconites, Bonata). 

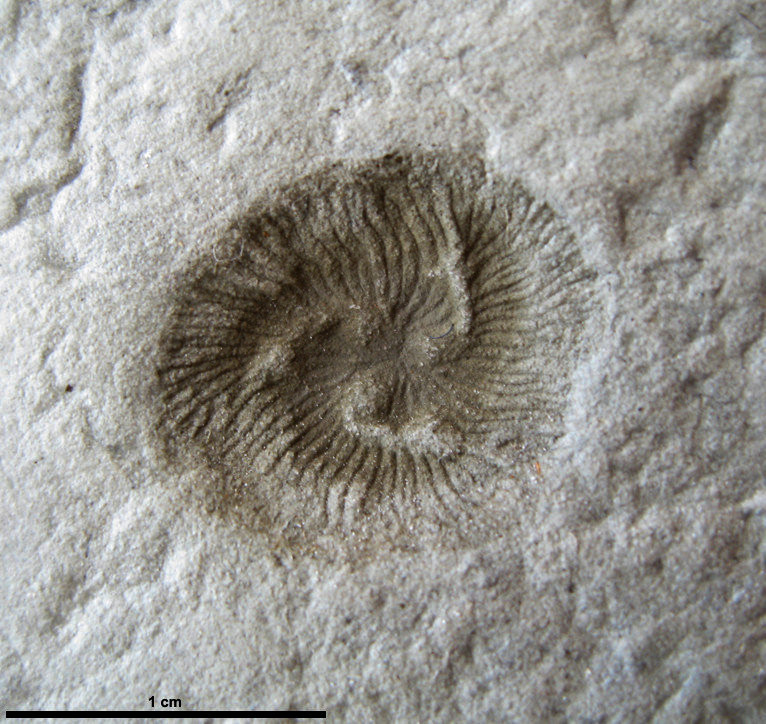
Fossile di Tribrachidium heraldicum

A simmetria radiale sono anche i resti di organismi enigmatici, con strutture triradiali che partono dal centro; il più noto di questi è senza dubbio Tribrachidium heraldicum, i cui bracci uncinati lo facevano assomigliare allo stemma della Sicilia, ma di notevole interesse è anche Albumares, dotato di tre strani canali intervallati da ramificazioni.

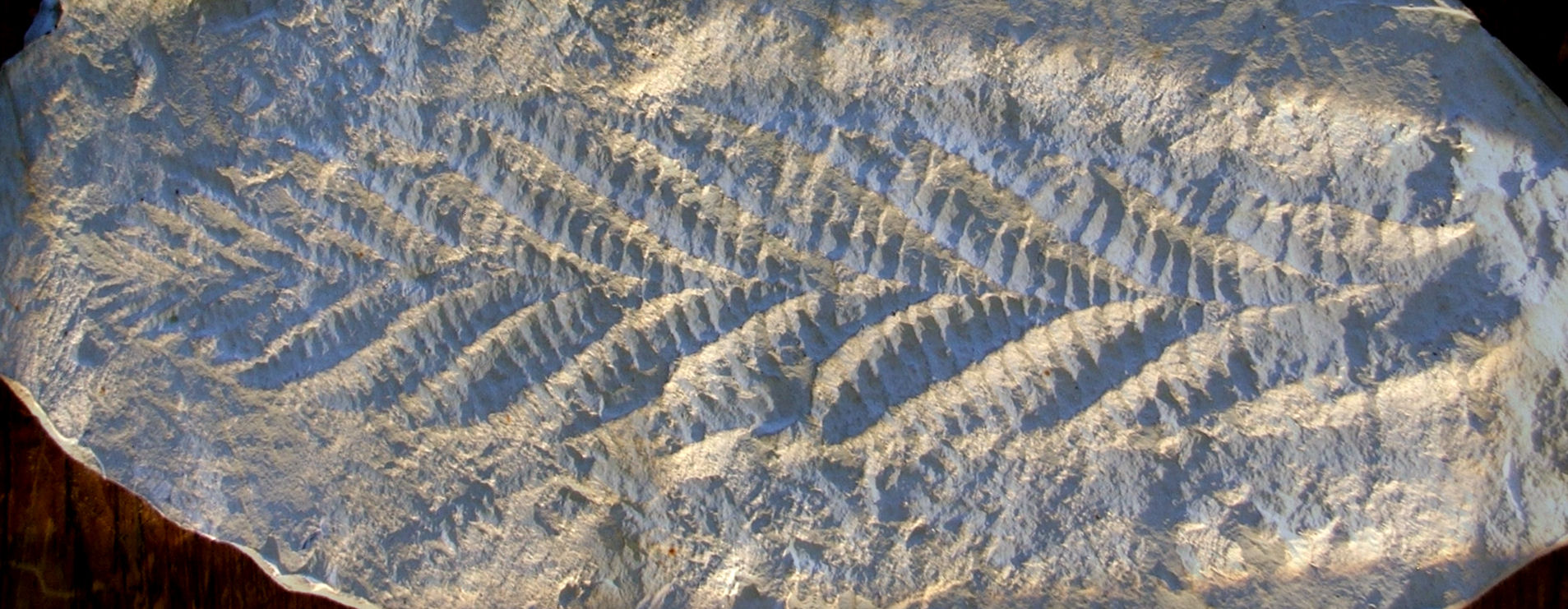
Fossile di Charnia

Gran parte dei resti ediacariani appartengono a creature simili a fronde, forse coloniali; alcuni di questi fossili sono chiaramente privi di stelo ma sono dotati di una struttura simile a un bulbo (forse per ancorarsi al fondo marino). Tra questi, da ricordare Rangea, Charnia, Charniodiscus, Pteridinium e Swartpuntia. L'enigmatico Phyllozoon, inoltre, potrebbe appartenere a questo gruppo, così come le cosiddette "forme a cespuglio" (Bradgatia) e "forme a fuso" (Fractofusus).

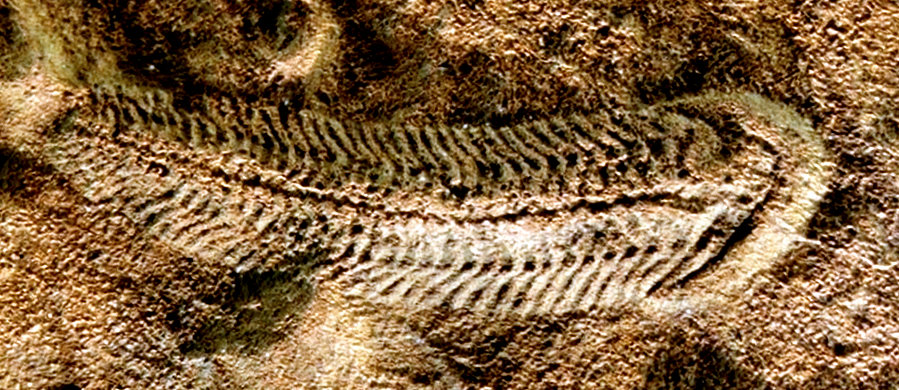
Fossile di Spriggina

Un altro possibile gruppo di creature ediacariane comprende impronte fossili ovoidali o allungate, dotate di una sorta di “testa” a ferro di cavallo e di un corpo formato da un numero di segmenti variabile da cinque (Vendia) a più di quaranta (Spriggina). A questo gruppo potrebbero appartenere anche gli enigmatici Praecambridium sigillum e Parvancorina minchami.

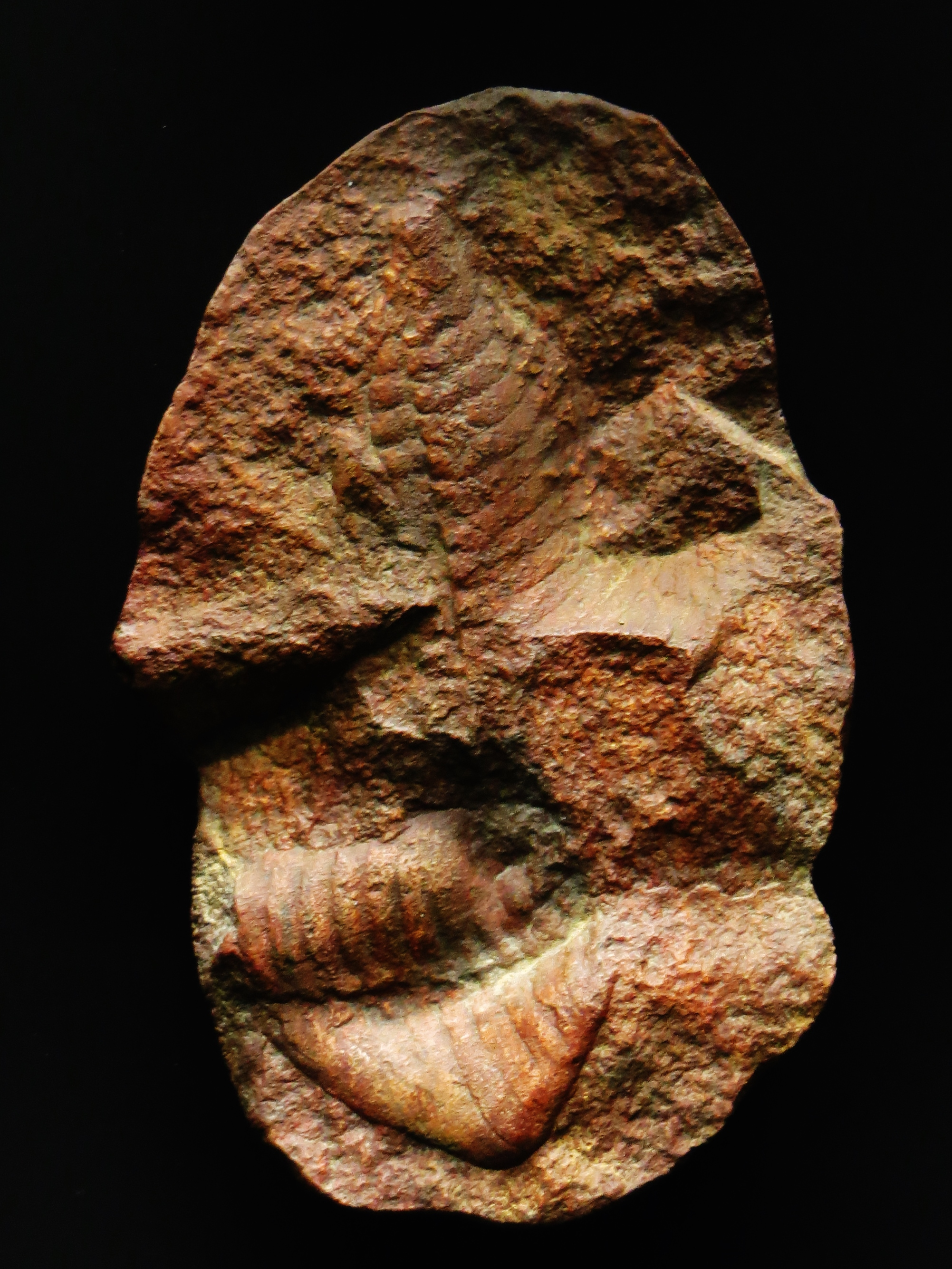
Fossile di Pteridinium

L'ultimo “gruppo” morfologico della fauna di Ediacara è rappresentato da impronte fossili dello spessore di pochi millimetri, ma la cui lunghezza può anche sfiorare il metro. Questi esseri sono dotati di una simmetria bipolare (per via di un solco centrale dal quale si irradiano numerosi segmenti). La più nota di queste creature è sicuramente la grande Dickinsonia costata, ma sono note anche forme di dimensioni minori, come Nasepia. A questo gruppo potrebbe appartenere anche l'enigmatico Bomakellia, da alcuni ritenuto simile a Charnia.

## Interpretazione della fauna

### Antenati degli animali moderni?
Per molti anni dalla sua scoperta, la fauna di Ediacara è stata vista come un insieme di animali precursori di vari phyla moderni. In questo senso, la forma bipolare della Dickinsonia è stata vista come analoga alla struttura dell'attuale verme segmentato Sphinter, e la forma allungata di Spriggina, provvista di “scudo cefalico”, è ritenuta essere ancestrale a quella di artropodi come i chelicerati. Spriggina è stata avvicinata anche ai vermi del genere Tomopteris. Le forme frondiformi sono state accostate invece agli ottocoralli (Rangea, Charnia) e ai pennatulacei (Charniodiscus, Pteridinium). Questa interpretazione della fauna di Ediacara come “antenata” di forme attuali è stata proposta anche in anni recenti (Runnegar, 1991).
Fedonkin (1985) sottolinea il carattere primitivo della simmetria radiale, che si sarebbe evoluta verso quella bilaterale attraverso forme intermedie come Dickinsonia. Secondo lo studioso, questa evoluzione sarebbe documentata dalla maggiore presenza di organismi radiali nella fauna di Ediacara. In ogni caso, l'organizzazione bilaterale era già ben rappresentata.

### Vendozoi e vendobionti
Un'interpretazione più recente della fauna di Ediacara, emersa nel corso degli anni '80, sottolinea come la maggior parte di questi organismi non mostri chiare affinità con i successivi metazoi, ma rappresenti invece una radiazione di animali pluricellulari senza discendenti, denominati Vendozoa, estintosi poco prima della fine del Proterozoico. Secondo alcune teorie, questi esseri non sarebbero nemmeno animali, ma un gruppo dalle caratteristiche talmente diverse da quelle di animali e piante da essere classificato come a sé stante: i Vendobionta.
Gli studiosi concordi con questa visione affermano, ad esempio, che le impronte medusoidi hanno una disposizione degli elementi invertita rispetto a quella delle vere meduse del Fanerozoico. Seilacher (1989) ha mostrato come vi sia un modello corporeo principale, caratterizzato da una struttura “a trapunta”, con morfologie unipolari, radiali e bipolari. Questo modello pneumatico non sarebbe verosimilmente adeguato a un mondo dominato da predatori: in sostanza, i vendozoi rappresenterebbero un esperimento evolutivo fallito. Gli antenati dei metazoi attuali andrebbero quindi ricercati tra gli organismi che lasciarono numerose tracce fossili e alcune strutture predatorie isolate nella parte finale del Proterozoico.

### Possibili suddivisioni
Vari autori, nel corso degli anni, hanno cercato di creare una classificazione scientificamente valida degli organismi che componevano la fauna di Ediacara, basandosi principalmente sulla morfologia dei vari fossili. Ecco così i Proarticulata di Fedonkin (come Dickinsonia), un gruppo di esseri organizzati secondo il piano corporeo della simmetria a scorrimento, e i Rangeomorpha, che comprendevano tutti quegli organismi simili a fronde, ma in realtà dotati di una struttura notevolmente diversa dalle odierne "penne marine". Infine, i Trilobozoa (definizione sempre di Fedonkin) seguivano una bizzarra simmetria tripartita, ad esempio Tribrachidium.

## Fisiologia
Il corpo dei vendozoi era estremamente sottile ma molto ampio; il volume corporeo era quindi molto ridotto. Non erano presenti, inoltre, tracce di sistema circolatorio, respiratorio e digerente; è probabile, dunque, che i processi metabolici di questi organismi passassero tutti direttamente attraverso la superficie corporea; per questo motivo, si pensa, i vendozoi avevano un rapporto superficie/volume molto alto. Un simile modo di vita sarebbe plausibile se la nutrizione di questi esseri fosse stata fotoautotrofica: probabilmente vi erano rapporti di simbiosi con alghe e batteri. Questa esistenza simbiotica è molto simile a quella di alcuni animali attuali, come i pogonofori, per i quali è stato coniato il termine di “animali autotrofi”.

## Estinzione
La fauna di Ediacara sembrerebbe essere scomparsa poco prima della fine del Proterozoico (anche se alcuni organismi del Cambriano, come Thaumaptilon, potrebbero essere vendozoi sopravvissuti). Le cause di questa estinzione non sono chiare, ma potrebbero includere un improvviso evento anossico diffuso a scala mondiale, che rese la maggior parte dei fondali marini e oceanici inadatti alla vita. Inoltre, le nuove strategie alimentari degli organismi eterotrofi portarono in breve tempo a un notevole sviluppo dei predatori, a cui i vendozoi non erano probabilmente preparati. Questi predatori sono già noti in depositi coevi attraverso piccole parti dure mineralizzate (da qui il nome di piccola fauna dura), come Protohertzina.

## Vendozoi italiani?
Nel 1981, nella formazione delle Arenarie di San Vito della Sardegna sudorientale (? Proterozoico superiore), è stato ritrovato un resto fossile di forma tondeggiante, simile a un medusoide. Secondo Fedonkin (1985) questa impronta, denominata Ichnusa cocozzai, avrebbe potuto essere attribuita alla fauna di Ediacara, in quanto molto simile ad Albumares della Russia. L'ipotesi è stata smentita in seguito a studi condotti dai ricercatori del dipartimento di Scienze della Terra dell'Università di Cagliari. I livelli di provenienza delle presunte meduse sono stati definitivamente attribuiti all'Ordoviciano inferiore, mentre nuove ricerche, eseguite su oltre 50 esemplari, sembrerebbero indicare che si tratti addirittura di resti non organici.

## Lista parziale delle specie della fauna di Ediacara
- Albumares brunsae
- Eoandromeda octobrachiata
- Funisia dorothea
- Haootia quadriformis
- Nemiana
- Nimbia
- Parvancorina minchami
- Pteridinium
- Primocandelabrum
- Tribrachidium heraldicum
- Windermeria aitkeni
- Kimberella quadrata
- Yorgia waggoneri